# Pachybrachis praeclarus
Pachybrachis praeclarus är en skalbaggsart som beskrevs av Julius Weise 1913. Pachybrachis praeclarus ingår i släktet Pachybrachis och familjen bladbaggar. Inga underarter finns listade i Catalogue of Life.